# Plessy mot Ferguson
Plessy mot Ferguson, 163 U.S. 537 (1896), var ett banbrytande avgörande från USA:s högsta domstol där domstolen avgjorde att rassegregeringslagar inte bröt mot den amerikanska konstitutionen så länge som faciliteterna för varje ras var lika till kvalitet, en doktrin som kom att kallas "åtskilda men likvärda" (engelska: "separate but equal").  Domstolen fastslog att lagar baserade på "ras" inte nödvändigtvis var rasdiskriminering. Avgörandet legitimerade de många delstatliga lagarna som återinförde rassegregation som hade antagits i södra USA efter rekonstruktionstiden (1865-1877).
Fallet började 1892 när Homer Plessy, en kreolsk man med "icke-vit" härkomst (engelska: "mixed-race"), medvetet klivit på en tågvagn för "endast vita" i New Orleans, Louisiana. Genom att kliva på vagnen bröt Plessy mot Louisianas Separate Car Act  från 1890 (Lagen om Separata tågvagnar), som krävde "åtskilda men likvärda" järnvägsfaciliteter för vita och "icke-vita" passagerare. Plessy åtalades enligt lagen, och vid rättegången argumenterade hans advokater att domare John Howard Ferguson borde avskriva åtalen på grund av att lagen var ogrundad. Ferguson avslog begäran och Louisianas högsta domstol bekräftade Fergusons beslut i överklagandet. Plessy överklagade sedan till USA:s högsta domstol.
I maj 1896 utfärdade högsta domstolen en 7-1 dom mot Plessy, där man avgjorde att Louisianas lag inte bröt mot den amerikanska konstitutionen. Domstolen konstaterade att även om konstitutionen fastställer den rättsliga likheten mellan vita och svarta, så krävde det inte eliminering av alla "skillnader baserade på hudfärg". Domstolen avvisade Plessys advokaters argument att Louisianas lag i sig antydde att svarta människor var underlägsna och framhöll de amerikanska statliga lagstiftarnas inbyggda makt att göra lagar som reglerar hälsa, säkerhet och moral och att själva avgöra lagarnas rimlighet. Domare John Marshall Harlan var den enda som inte höll med domstolens beslut och skrev att USA:s konstitution "är färgblind och känner varken till eller tolererar klasser bland medborgare", och att lagen som skiljer passagerarnas etnicitet och "ras" borde ha ansetts vara grundlagsstridig.

Åtalen mot Plessy betraktas allmänt som ett av de värsta besluten i USA:s högsta domstols historia. Trots dess ökändhet har beslutet aldrig uttryckligen upphävts. Men en serie senare beslut från domstolen, som börjande med beslutet "Brown mot utbildningsstyrelsen" 1954 - som slog fast att doktrinen "åtskilda men likvärda" är grundlagsstridig i sammanhanget av offentliga skolor - har kraftigt försvagat Plessy mot Ferguson till den grad att det anses ha blivit de facto upphävt. USA:s kongress anser idag att Plessy mot Ferguson har upphävts genom "Bob Jones University mot USA" från 1983 .